# Speocirolana zumbadora
Speocirolana zumbadora är en kräftdjursart som beskrevs av Botosaneanu, Iliffe och John Roscoe Hendrickson 1998. Speocirolana zumbadora ingår i släktet Speocirolana och familjen Cirolanidae. Inga underarter finns listade i Catalogue of Life.